# Spilotes
Spilotes – rodzaj węży z podrodziny Colubrinae w rodzinie połozowatych (Colubridae).

## Zasięg występowania
Rodzaj obejmuje gatunki występujące w Meksyku, Belize, Gwatemali, Salwadorze, Hondurasie, Nikaragui, Kostaryce, Panamie, Kolumbii, Wenezueli, na Trynidadzie, w Gujanie, Surinamie, Gujanie Francuskiej, Brazylii, Ekwadorze, Peru, Boliwii, Paragwaju i Argentynie.

## Systematyka

### Etymologia
- Spilotes: gr. σπιλωτός spilōtos „plamkowany, cętkowany”[7].
- Pseustes: gr. ψευστης pseustēs „kłamca, łgarz”[8]. Gatunek typowy: Dipsas dieperinkii Schlegel, 1837 (= Natrix sulphurea Wagler, 1824).
- Paraphrynonax: gr. παρα para „blisko”[9]; rodzaj Phrynonax Cope, 1862[4]. Gatunek typowy: Paraphrynonax versicolor Lutz & Mello, 1920 (= Natrix sulphurea Wagler, 1824).

### Podział systematyczny
Do rodzaju należą następujące gatunki:
- Spilotes megalolepis (Günther, 1865)
- Spilotes pullatus (Linnaeus, 1758) – kribo[10]
- Spilotes sulphureus (Wagler, 1824)